# Lametasaurus
Lametasaurus ist eine mögliche, dubiose Gattung von Dinosauriern aus der Oberkreide (Maastrichtium) Indiens. Sie wurde 1924 von Charles Matley anhand von Beckenknochen, einem Schienbein und Hautknochenplatten (Osteoderme) beschrieben, die aus der Lameta-Formation von Bara Simla stammen, einem Hügel im zentralindischen Madhya Pradesh. Dieser Fund ist heute verschollen. Anfangs wurde die Gattung als ein Vertreter der Stegosauridae beschrieben; später stellte sich jedoch heraus, dass sich der Fund aus Überresten verschiedener Spezies zusammensetzt (Chimäre): So schließt er die Knochen eines Theropoden sowie Osteoderme mit ein, die vermutlich von Sauropoden und Krokodilen stammen. Die Beckenknochen und das Schienbein werden heute der Abelisauridae zugeschrieben, einer Gruppe von Theropoden innerhalb der Ceratosauria.
Der Name Lametasaurus („Lameta“; gr. sauros – „Echse“) weist auf die Lameta-Formation, der Gesteinseinheit, aus der die Fossilien stammen.

## Forschungsgeschichte
Die Fossilien wurden 1917 von Charles Matley aus den sogenannten „Carnosaurier-Betten“ von Bara Simla geborgen. In einer vorläufigen Untersuchung des Materials stellte Matley fest, dass einige schuppen-, stachel und plattenartige Osteoderme einem Theropoden aus der Gruppe der Carnosauria zuzuschreiben seien, und verwies dabei auf Ceratosaurus, von dem ebenfalls Osteoderme bekannt sind. Nachdem die übrigen Fossilien präpariert wurden, erkannte Matley jedoch Knochen eines Stegosauriden (eines gepanzerten Dinosauriers) – ein Kreuzbein (Sacrum), beide Darmbeine (Ilia) sowie ein linkes Schienbein (Tibia). Er folgerte, dass auch die Osteoderme diesem Stegosauriden zuzuordnen seien. 1924 beschrieb er auf Basis dieser Funde die neue Gattung Lametasaurus und hielt sie für einen nahen Verwandten des Stegosauriden Omosaurus – damit galten diese Fossilien als der erste definitive Nachweis eines gepanzerten Dinosauriers aus Asien. Später vermuteten Matley und Friedrich von Huene, dass der Hals dieser Gattung mit in Ringen angeordneten Osteodermen gepanzert war. Eine später von Barnum Brown entdecktes großes Osteoderm interpretierten sie derweil als Schwanzkeule, ähnlich der, die von Ankylosaurus bekannt ist. Aufgrund dieser Osteoderme klassifizierten diese Forscher Lametasaurus nun als einen Vertreter der Nodosauridae.
1935 kommt Dhirendra Kishore Chakravarti zu dem Ergebnis, dass die Beckenknochen und das Schienbein weder einem Verwandten von Omosaurus, noch einem Nodosauriden zugeordnet werden können, sondern von einem megalosauriden Theropoden stammen. So weist dieser Forscher auf deutliche Unterschiede zu Stegosaurus, Omosaurus und Nodosaurus; beispielsweise sei das Kreuzbein im Verhältnis wesentlich länger und nicht vertikal abgeflacht. Die Osteoderme könnten nicht definitiv einem gepanzerten Dinosaurier zugeordnet werden; einige würden möglicherweise ebenfalls von Theropoden stammen. Einige große Knochenplatten schrieb dieser Forscher dagegen Krokodilen zu. Die vermeintliche Schwanzkeule wird heute als Osteoderm eines Titanosauriers klassifiziert.

## Merkmale
Im Vergleich mit anderen Ceratosauria war das Schienbein relativ kurz und robust, ähnlich wie bei Majungasaurus, aber anders als bei Aucasaurus und Xenotarsosaurus. Das Darmbein wies möglicherweise einen besonders breiten Brevis Shelf auf, einen als Ansatzstelle für die Schwanzmuskulatur dienenden Knochenfortsatz.

## Gültigkeit
Die Gültigkeit der Gattung Lametasaurus gilt als zweifelhaft, für gewöhnlich wird sie als Nomen dubium (nackter Name) klassifiziert. Lametasaurus ist lediglich die erste von mehr als einem halben Dutzend Gattungen der Abelisauridae, die aus der Lameta-Formation beschrieben wurden. Da die Knochen selten im Zusammenhang, sondern meistens isoliert vorgefunden wurden, und da ein großer Teil dieser Fossilien heute verloren gegangen ist, lassen sich diese Gattungen nach heutigem Stand nicht sinnvoll voneinander abgrenzen. So gehörte das Knochenmaterial, das als Lametasaurus, Coeluroides, Dryptosauroides, Indosuchus, Indosaurus, Ornithomimoides mobilis und Rajasaurus beschrieben wurde, wahrscheinlich zu nur einer oder zwei verschiedenen Gattungen.